# Dnjepr-Dvinacultuur
De Dnjepr-Dvinacultuur (Russisch: днепро-двинская культура, dnepro-dvinskaja koeltoera, in het Engels ook Plain Pottery Culture) was een waarschijnlijk Oost-Baltische archeologische cultuur van de ijzertijd, van de 8e eeuw v.Chr. tot de 4e eeuw AD.
Ze wordt gevonden aan de bovenlopen van de Dnjepr en Westelijke Dvina, in de oblasten Kaloega, Pskov, Tver en Smolensk in Rusland, evenals de oblasten Vitsebsk en Mahiljow in Wit-Rusland.
De cultuur staat dicht bij de proto-Litouwse geborsteldkeramiekcultuur in het westen, maar verschilt door haar achterstandigheid en neolithische restanten zoals het gebruik van stenen bijlen. 
In het oosten ging ze over in de Mosjtsjinycultuur, in het westen werd ze deel van de Toesjemljacultuur.
De cultuur is in verband gebracht met de Dnjepr-Balten.

## Cultuur
De bevolking leefde in met palissades en aarden wallen versterkte nederzettingen in de buurt van water (Lozjesno, Novye Bateki, Akatovo en Demidovka).
Begraafplaatsen zijn nog niet gevonden.
De economie bestond uit brandlandbouw, veeteelt (varkens en koeien), en jacht (elanden en wilde zwijnen).
Er is een overvloed aan producten uit been: schoffels, pijlen, harpoenen, gereedschappen met handvatten, naalden en fluiten. Zelden worden bronzen voorwerpen gevonden, voornamelijk juwelen, van elders ingevoerd materiaal. Tot in het begin van de jaartelling behield men de kennis van de vervaardiging van stenen bijlen. Er werd ijzeroer gewonnen. Er zijn vondsten van ongedecoreerd keramiek.